# 婦女節 (美國雜誌)
《婦女節》（英語：Women's Day）是美国的女性月刊，内容涵盖家政、美食、营养、健身、美貌、时尚等话题。该杂志由大西洋與太平洋茶葉公司于1931年首次出版，目前的出版商為赫斯特公司。